# Узвар
Узва́р (МФА: [ʊˈzvar] ( прослухати)), взвар, вар, кисели́ця, ю́шка — солодкий відвар, компот із сушених фруктів і ягід. Страва української національної кухні, що готувалась напередодні церковних свят — Різдва і Хрещення — як обрядова страва.
І досі популярним є узвар із сухофруктів — одна з важливих складових святвечірнього столу, що нерідко згадується ще в літописах і монастирських рукописах («звар», «взвар»), виготовлений з медом чи без нього. Узвар є другою за значенням святвечірньою стравою.
Узвар — солодкий напій в українській кухні. Його готують із сушених фруктів — яблук, груш, вишень, слив, родзинок, а також зі свіжих фруктів і ягід. Назва походить від дієслова «заварити», адже фрукти тільки доводяться до кипіння. Узвар можна не варити, а настоювати у великому термосі: підготовлені сухофрукти пересипають у термос, заливають окропом,закривають кришку термоса й настоюють.
У фруктовий відвар можна додати бджолиний мед та поставити в холодне місце, де дають настоятися протягом 5-6 годин. Перед приготуванням узвару сушені фрукти близько 3-х годин тримали в холодній воді для покращення смаку та зменшення часу варіння.
В Україні в промислових масштабах узвар виробляють на Ярмолинецькому консервному заводі, що на Хмельниччині. Узвар під брендом «Ярмолинці» продають в Україні та експортують за кордон .

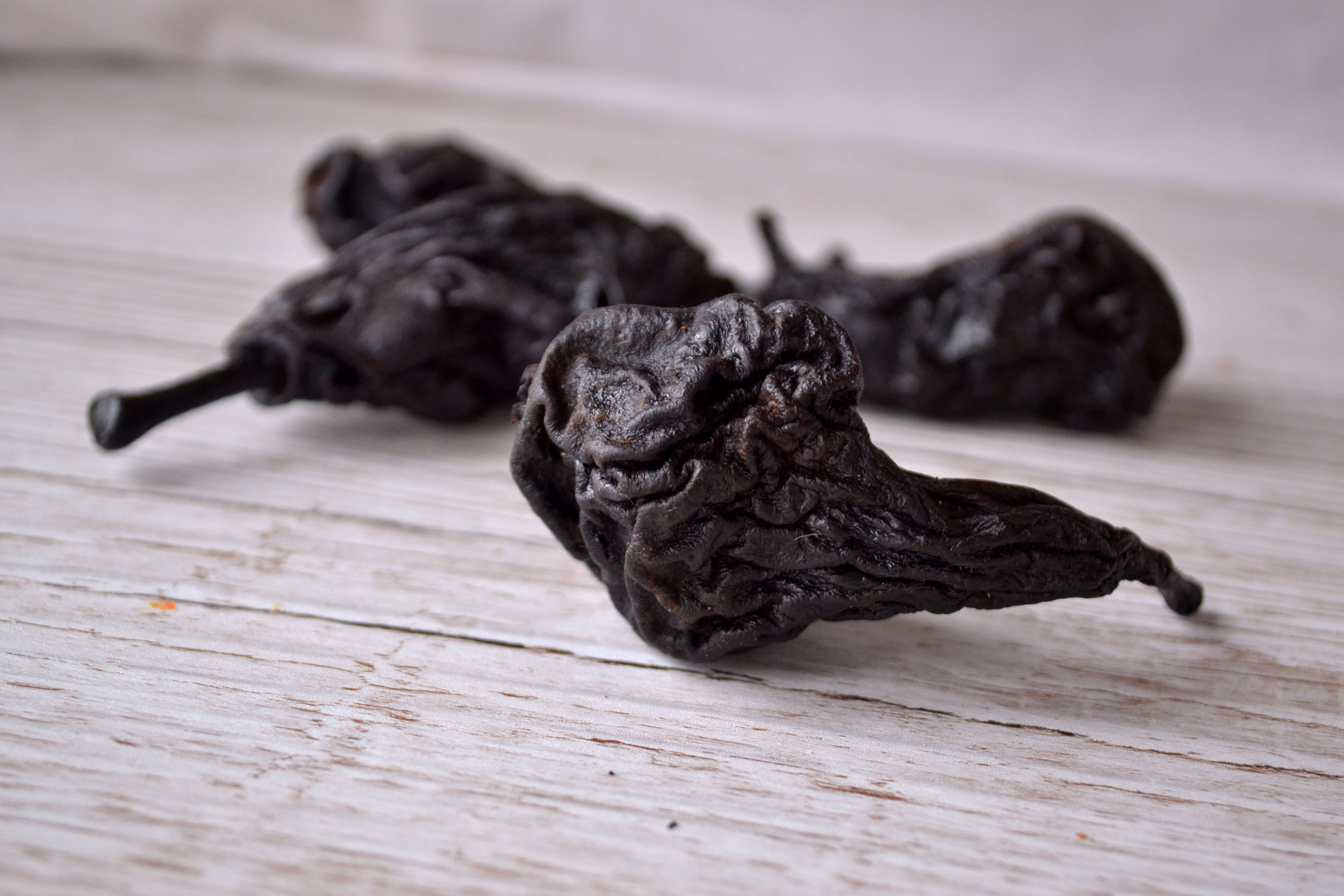
Сушена груша

## Рецепт
1. Сухофрукти добре промиваємо. Викладаємо в каструлю і заливаємо холодною водою.
2. Доводимо до кипіння, додаємо цукор. Знімаємо з вогню і додаємо гілочки розмарину, порізані великими шматками. Закриваємо кришкою і даємо настоятися.[7]